# Wolfgang Bessler
Wolfgang Bessler (* 1953) ist ein deutscher Ökonom und Hochschullehrer.

## Leben
Bessler studierte bis 1981 Betriebswirtschaft an der Universität Hamburg und machte im Anschluss bis 1983 einen MBA an der McGill University. Nach seiner Promotion an der Hamburger Universität hatte er Professuren an der Syracuse University, dem New Yorker Rensselaer Polytechnic Institute und der Hamburger Universität für Wirtschaft und Politik. Seit 1998 ist er Inhaber der „Professur für BWL Finanzierung und Banken“ an der Justus-Liebig-Universität Gießen.
Im Mittelpunkt von Forschung und Lehre Besslers stehen Banktheorie und Kapitalmarktforschung. Dabei deckt er Asset-Pricing-Modelle, die Erfassung von Zins- und Währungsrisiken ebenso ab, wie Theorie und Praxis von Kapitalerhöhungen und die Dividendenpolitik von Unternehmen.
Bessler gehört dem Editorial Board der renommierten Finanzwirtschaftszeitschrift Financial Markets and Portfolio Management an. Er ist Mitglied in verschiedenen wissenschaftlichen Organisationen und hält Kooperations-Kontakte mit der Praxis.